# Gård fra Læsø (Frilandsmuseet)
Gård fra Læsø anbragt på frilandsmuseet  viser den helt særlige byggeskik med det særprægede tangtag. Frilandsmuseets gård kaldtes Dethsgård og lå i Bangsbo i den sydøstlige del af Læsø. Dethsgård har haft mange forskellige ejere. I det hele taget blev der handlet overordentligt meget med gårde og huse og en mand eller kvinde kunne eje flere gårde på én gang. Det skyldes at læsøboerne nok skulle betale landgilde til Viborg domkapital, men selv besad ejendomsretten til både bygninger og jord.
Gården er kun den østlige halvdel af en tvillingegård (to gårde bygget sammen omkring en fælles gårdsplads), og udhusene mangler, da de var væk inden gården blev købt af Frilandsmuseet. Tvillingegårde, eller sågar trillinge- eller firlingegårde, var almindelige på Læsø, og de rummede to eller flere hushold, der havde hver sine rum og bygninger på gården. Til gengæld finder man ikke mange landsbyer på Læsø, og de største gårde kunne være indviklede størrelser, der næsten var landsbyer i sig selv.
Huset fortæller også historien om en anderledes arbejdsdeling på gården, da mændene var på havet meget af deres liv.

## Egnen
Baggrunden for den læsøgård, som i 1954 blev genrejst på Frilandsmuseet, er det samfund, som eksisterede fra ca. 1700 til omkring 1900. Læsø var da nøgen, intet træ gav læ for den ubarmhjærtige vestenvind eller spærrede for det frie udsyn. I et bælte på langs ad øen lå de dyrkede områder og de spredte gårde. Nord og syd strakte udmarkerne sig kilometervidt, dækket af lyng og lav og lidt græs. Det Læsøske landskab skyldes i vid udstrækning en overdreven saltsydning i 1600-årene.
Læsø blev tidligt en søfartsø og opretholdt længe deres særlige traditioner og dragter. Mændene kom til søs så snart de var konfirmeret og sejlede så på langfart indtil de var 35-40 år eller blev gift. Læsømanden blev dog ikke landbruger. Hele dette område sorterede under konen. Mandens virkefelt var og blev søen: fiskeri og strandingerne. Mange læsøpiger blev gift med vendelboer, da der i mange perioder var stort underskud af mænd på Læsø, fordi mange af søfolkene ikke vendte hjem igen, men slog sig ned i det fremmede eller omkom på søen.

## Bygningen
Læsøgården er opført i bindingsværk. Da øen var træløs, var man henvist til at skaffe sig det fornødne træ til husbygning ved strandinger, og indsamlingen begyndte i god tid inden byggearbejdet. At det er skibstømmer, der er anvendt i de gamle læsøgårde, springer ofte tydeligt i øjnene. Krumme spanter kan være anbragt som knægte under bjælkerne, og på en af gårdene træder endog en veribatel galionsfigur frem af muren. De fleste tavl er lerklinede. I fagene er stave omviklet med bånd tvundet af tang, og herpå er lerklining påhæftet. Lerkliningen kunne ikke stå for vestenvinden og krævede reparation hvert år. I nogle tavl er da også brugt soltørrede lersten, store munkesten fra den af sandlugten ødelagte Hals kirke og under nogle af vinduerne ses de meget ældre og stærkere bulvægge.

## Tangtaget
Taget er tækket med bændeltang og kunne veje flere tons. Det har derfor været nødvendigt med en ekstra stærk tagkonstruktion, dobbeltspær og en lav tagrejsning. Alligevel finder man ofte knækkede og reparerede spær i de gamle huse.Tangtaget er et løst tag, en gammel tækkemetode, hvor taget ikke er bundet fast. På spærene ligger brede lægter med et lag af kviste, halm, siv eller fyrregrene til at forhindre tangen i at falde ned mellem lægterne. Tækkearbejdet blev ledet af tængemand, som blev assisteret af en indsætter og en flok vaskerpiger, som lavede vaskerne af tangen. Til forskel fra de øvrige, var vaskerpigerne ulønnede; det var en æressag at blive inviteret til at vride vasker, og de blev kun honoreret med deltagelse i det lille gilde, som kunne afslutte en vel overstået tængning. Vaskerpigerne vred ”vasken” - en lang fast bylt af tang med en ”hals” i den ene ende. Tængemanden førte den rundt om en af de nederste lægter, hvorpå den frie ende af halsen blev viklet omkring vaskens nedhængende del.  Der blev fastgjort vasker på de 3 eller 4 nederste lægter. På denne måde dannede man ved den nederste del af tagfladen en fremspringende vold, som gjorde det muligt at bygge resten op med løst tang, lagt lag på lag og trådt godt sammen. Efter nogle måneder kunne man lægge et nyt lag tang, og slutte af med en mønning af lange, seje græstørv på tværs af den brede tagryg.

## Beboerne
Gårdene blev ofte også solgt eller gik i arv i kvindelig linje, et træk, der går igen for den halvdel af tvillingegården som ikke står på Frilandsmuseet. Frilandsmuseets del af Dethsgård er antagelig opført omkring 1736, et årstal, der genfindes på noget af tømmeret. I løbet af 1700-tallet kom flere længer til, og der er bygget til eksisterende længer. I 1790 solgte Peder Lynget gården til den da 38-årige Christopher Terben. I 1797 solgte han videre til Skipperdatter Maren Juuls Poulsdatter, som sammen med sin mand solgte videre til Andreas Berg i 1804. Han døde i 1835 og efterlod sig enke og 6 børn, hvoraf flere blev sømænd. I 1859 gik gården videre til en af Andreas Bergs døtre og hendes mand, Christen Rasmussen. I 1898 fik Christens ugifte datter Cathrine skøde på gården, som hun drev videre sammen med sin bror, Andreas. 

## Indretning
Gården består af en nordlænge med forstue, dagligstue, sengekammer, køkken og bryggers samt den nordligste del af østlængen med storstue, et lille køkken, forskellige små rum samt tømrerstue og tørvehus. Læsøgården er et kaminhus, dvs. med to skorstene. Dog er der et tredje ildsted i storstuen. Her kunne laves mad og indfyres til en billæggerovn ligeledes i storstuen. Der er ingen skorsten, røgen fandt ud gennem et lyrehul i taget. Storstuen kunne lejes ud til skibbrudne, som var tvunget til at opholde sig på øen i længere perioder. Dette gav læsøboerne en ikke uvæsentlig ekstra indtægt. 
Læsøgården er indrettet som omkring 1800, en glansperiode for boligindretningen på Læsø. Smukke grønmalede fyldningspaneler, norske bilæggerovne , bræddegulve og indbyggede glasskabe af hollandsk-frisisk indflydelse. I stuen står en dragkiste malet i kraftige farver og mønstre og med årstallet 1868. Den er fremstillet af en kvinde, Kristine Thuren Skov. At kvinder fremstiller møbler er helt særegent for Læsø. I flere rum er desuden en masse småting, som vidner om øens særprægede skipperkultur: fajancer, glas og eksotiske snurrepiberier som piggede fisk. De mange modelskibe fortæller historien om de mange ledige timer, sømændene havde på havet og blandt de mange skilderier er bl.a. et kobberstik af Christian Drankenberg, en sømand som blev 146 år!
På køkkenildstedet foregik den daglige madlavning, og brændslet var tørv, som blev opbevaret i et rum under køkkenbordet. Også bageovnen blev ildet med lyng, og der skulle bruges så meget, at bryggerset var helt fyldt før bagningen. Kvinderne brugte derfor meget tid med at grave tørv og slå bagelyng og mosselyng til foder. I køkkenskorstenen blev ophængt kød og fisk, som skulle røges. Noget kød skulle saltes og efter at saltsydningen var gået af brug, fortsatte man et stykke op i 1800-tallet med at lave salt til eget forbrug ved, at hente saltvand fra huller ude i havet. Saltholdigheden skulle være så højt, at et hønseæg kunne flyde. Saltvandet blev hældt i en saltkiste og inddampet udelukkende ved hjælp af solens varme. En sådan saltkiste findes i et skifte fra 1835 og står på gården.
Når ikke han var på havet, var tømrerstuen Læsømandens vigtigste arbejdsplads og var langt bedre indrettet end huggehusene normalt var på gårdene i det øvrige Danmark. Her blev garn og redskaber fremstillet og repareret; begkande, kalfatrejern, merlespiger, sejlhandske og fedthorn er nogle af de mange redskaber som er udstillet.
På en bakke foran gården står en lille stubmølle, ikke større end at en enkelt mand kan dreje den op i vinden ved hjælp af stjerten, og der er ikke plads til mere end én person inde i kværnhuset. Her blev gårdens korn formalet til mel og det kunne også gøres af kvinder. 
Gården har også en fløjstang eller –stage. Den viste vindretningen, og den blev brugt til flagning ved festlige lejligheder. Der blev ikke altid flaget med dannebrog, men i stedet med forskellige udenlandske flag som man havde bjerget ved strandingerne. Fløjstangen var også øens optiske telegraf, hvormed man på kort tid kunne sende bud over hele den flade, træløse ø ved at ophænge flag eller kurve eller begge dele.  Et af de vigtigste signaler var meddelelsen om en stranding, men også besked om at gudstjenesten skulle begynde, eller at hyrdedrengen skulle komme hjem med køerne.